# Sieglinde Winkler
Sieglinde Winkler, avstrijska alpska smučarka, * 30. marec 1966, Borovlje, Avstrija.
Ni nastopila na olimpijskih igrah ali svetovnih prvenstvih. V svetovnem pokalu je tekmovala šest sezon med letoma 1982 in 1987 ter dosegla tri uvrstitve na stopničke, dve v smuku in eno v superveleslalomu. V skupnem seštevku svetovnega pokala je bila najvišje na 26. mestu leta 1986, ko je bila tudi trinajsta v smukaškem in štirinajsta v superveleslalomskem seštevku.